# 122 км (зупинний пункт, Південна залізниця)
122 кіломе́тр — залізничний пасажирський зупинний пункт Харківської дирекції Південної залізниці.
Розташований у селі Чорнолозка, Сахновщинський район, Харківської області на лінії Красноград — Лозова між станціями Сахновщина (7 км) та Кегичівка (12 км).
Станом на травень 2019 року щодоби п'ять пар приміських електропоїздів здійснюють перевезення за маршрутом Полтава-Південна — Лозова.